# Perreux (Yonne)
Perreux ist eine Commune déléguée in der französischen Gemeinde Charny Orée de Puisaye mit 317 Einwohnern (Stand: 1. Januar 2022) im Département Yonne in der Region Bourgogne-Franche-Comté.
Von 1996 bis 2014 gehörte Perreux zur Communauté de communes de la Région de Charny.
Perreux wurde am 1. Januar 2016 mit 13 weiteren Gemeinden, namentlich Chambeugle, Charny, Chêne-Arnoult, Chevillon, Dicy, Fontenouilles, Grandchamp, Malicorne, Marchais-Beton, Prunoy, Saint-Denis-sur-Ouanne, Saint-Martin-sur-Ouanne, Villefranche zur Commune nouvelle Charny Orée de Puisaye zusammengeschlossen. Die Gemeinde Perreux gehörte zum Arrondissement Auxerre und zum Kanton Charny.

## Geographie
Perreux liegt etwa 38 Kilometer westnordwestlich von Auxerre an der Ouanne.

## Bevölkerungsentwicklung
| Jahr                      | 1962 | 1968 | 1975 | 1982 | 1990 | 1999 | 2006 | 2013 |
| Einwohner                 | 369  | 333  | 286  | 267  | 251  | 270  | 299  | 335  |
| Quelle: Cassini und INSEE |      |      |      |      |      |      |      |      |

## Sehenswürdigkeiten
- Kirche Notre-Dame-de-l'Assomption
- Schloss Montigny aus dem 17. Jahrhundert, seit 1997 Monument historique

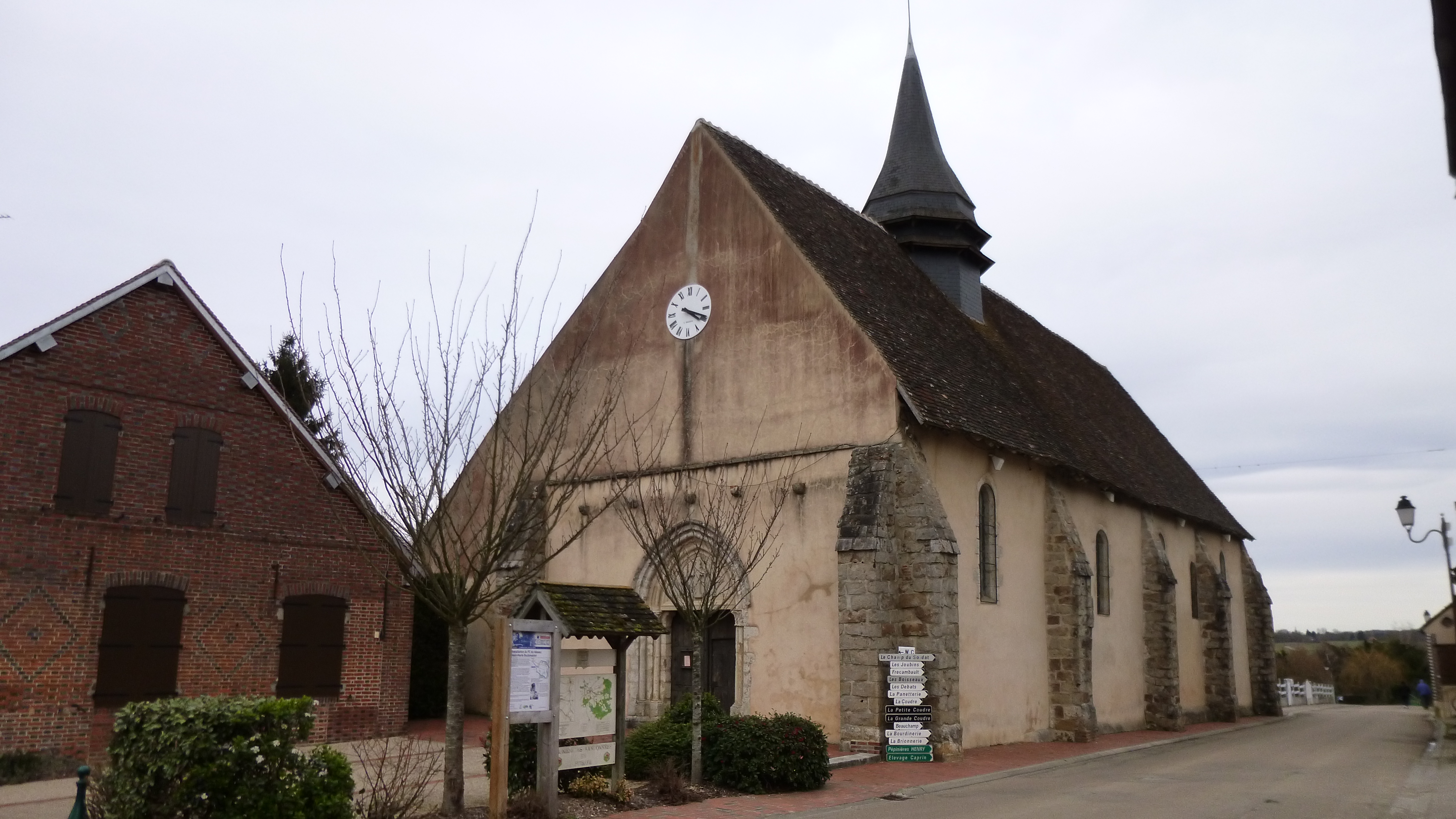
Kirche Notre-Dame-de-l'Assomption